# Dragoș Balauru
Dragoș Balauru (Poroschia, 11 novembre 1989) è un calciatore rumeno, portiere svincolato.

## Biografia
Anche suo fratello Dan è stato un calciatore.

## Carriera
In passato ha giocato per varie squadre rumene tra cui Târgu Mureș, Universitatea Cluj, Viitorul Costanza e Voluntari.